# ۵۳۳ (خورشیدی)
۵۳۳ پانصد و سی و سومین سال هجری خورشیدی است.